# メンフィス・レッドバーズ
メンフィス・レッドバーズ（英語:Memphis Redbirds, 略称: MEM）は、アメリカ合衆国テネシー州メンフィスに本拠地を置くマイナーリーグのプロ野球チーム。メジャーリーグのセントルイス・カージナルス傘下AAA級チームで、インターナショナルリーグ西地区に所属している。本拠地球場はオートゾーン・パーク。
提携先のメジャーリーグ球団はセントルイス・カージナルスのみである。2002年から2003年には田口壮、2007年には大家友和がプレーした。

## 球団の歴史

### パシフィック・コーストリーグ時代
1998年にパシフィック・コーストリーグにエクスパンションに伴って設立された。非営利団体として運営された。
2009年から、メンフィス・レッドバーズ財団、およびコムキャスト関連会社のコムキャスト・スポーツ・ベンチャーズに売却された。

### インターナショナルリーグ時代
2020年シーズン終了後、マイナーリーグ再編に伴って所属リーグをトリプルAイーストに変更した。
2022年の開幕前に、ダイヤモンド・ベースボールホールディングスに売却された。2022年シーズンからは所属リーグがトリプルAイーストからインターナショナルリーグに変更した。

## 選手名鑑

### 現役選手
| 投手 - 53 デビッド・アーズマ (David Aardsma) - 41 ホセ・アルミランテ (Jose Almarante) - 18 キース・バトラー (Keith Butler)* - 22 アンヘル・カストロ (Keith Butler) - 37 ティム・クーニー (Tim Cooney) - 51 エリック・フォーナタロ (Eric Fornataro)* - 11 サム・フリーマン (Sam Freeman) - -- ジョン・ガスト (John Gast) - 31 ニック・グリーンウッド (Nick Greenwood) - 35 ディーン・キーケファー (Dean Kiekhefer) - 48 スコット・マクレガー (Scott McGregor) - 30 ジェイソン・モット (Jason Motte)* - 52 ザック・ペトリック (Zach Petrick) - 44 ホルヘ・ロンドン (Jorge Rondon) - 13 ブーン・ホワイティング (Boone Whiting) - 61 ジャスティン・ライト (Justin Wright) - 32 ヒース・ワイアット (Heath Wyatt) | 投手 - 53 デビッド・アーズマ (David Aardsma) - 41 ホセ・アルミランテ (Jose Almarante) - 18 キース・バトラー (Keith Butler)* - 22 アンヘル・カストロ (Keith Butler) - 37 ティム・クーニー (Tim Cooney) - 51 エリック・フォーナタロ (Eric Fornataro)* - 11 サム・フリーマン (Sam Freeman) - -- ジョン・ガスト (John Gast) - 31 ニック・グリーンウッド (Nick Greenwood) - 35 ディーン・キーケファー (Dean Kiekhefer) - 48 スコット・マクレガー (Scott McGregor) - 30 ジェイソン・モット (Jason Motte)* - 52 ザック・ペトリック (Zach Petrick) - 44 ホルヘ・ロンドン (Jorge Rondon) - 13 ブーン・ホワイティング (Boone Whiting) - 61 ジャスティン・ライト (Justin Wright) - 32 ヒース・ワイアット (Heath Wyatt) | 捕手 - 4 エド・イーズリー (Ed Easley) - 40 オードリー・ペレス (Audry Perez)* - 60 ダンテ・ローゼンバーグ (Dante Rosenberg) 内野手 - 23 ジャーメイン・カーティス (Jermaine Curtis) - 5 グレッグ・ガルシア (Greg Garcia)* - 8 ピート・コズマ (Pete Kozma)* - 29 ルイス・マテオ (Luis Mateo) - 12 スコット・ムーア (Scott Moore) - 16 ゼイビア・スクラッグス (Xavier Scruggs) 外野手 - 21 ランドル・グリチャック (Randal Grichuk)* - 27 トミー・ファム (Tommy Pham) - 33 スティーブン・ピスコッティ (Stephen Piscotty) - 19 シェーン・ロビンソン (Shane Robinson)* - 15 オスカー・タベラス (Oscar Taveras)* | 捕手 - 4 エド・イーズリー (Ed Easley) - 40 オードリー・ペレス (Audry Perez)* - 60 ダンテ・ローゼンバーグ (Dante Rosenberg) 内野手 - 23 ジャーメイン・カーティス (Jermaine Curtis) - 5 グレッグ・ガルシア (Greg Garcia)* - 8 ピート・コズマ (Pete Kozma)* - 29 ルイス・マテオ (Luis Mateo) - 12 スコット・ムーア (Scott Moore) - 16 ゼイビア・スクラッグス (Xavier Scruggs) 外野手 - 21 ランドル・グリチャック (Randal Grichuk)* - 27 トミー・ファム (Tommy Pham) - 33 スティーブン・ピスコッティ (Stephen Piscotty) - 19 シェーン・ロビンソン (Shane Robinson)* - 15 オスカー・タベラス (Oscar Taveras)* |
| * 40人ロースター 2014年9月23日更新 [公式サイト(英語)より：ロースター 選手の移籍・故障情報] | | | |

### 過去の主な所属選手
- 田口壮
- ヤディアー・モリーナ
- エクトル・ルナ
- ジョン・ロドリゲス
- アダム・ウェインライト
- 大家友和
- ミッチェル・ボッグス
- ジェイソン・モッテ
- ハイメ・ガルシア
- ニック・スタビノア
- デビッド・フリース
- タイラー・グリーン
- シェーン・ロビンソン
- ブランドン・ディクソン

## 球場

### ティム・マッカーバー・スタジアム(1998年 - 1999年)

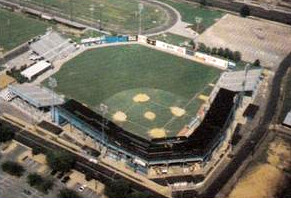
ティム・マッカーバー・スタジアム

1963年に開場。テキサスリーグのメンフィス・ブルース(1968年 - 1967年)、サザンリーグのメンフィス・チックス(1968年 - 1997年)、メンフィス・レッドバーズ(1998年 - 1999年)に使用された。球場は2005年に解体された。

### オートゾーン・パーク(2000年 - )
2000年に開場。当初は16,000人収容だったが、2015年に現在の10,000人の収容人数に縮小された。建設費用は8,050万ドルで、メジャーリーグの規格に基づいて建てられた。最初の試合はレッドバーズとカージナルスの間のエキシビションマッチで、カージナルスが10対6で勝利を収めた。